# Salinas de Saelices

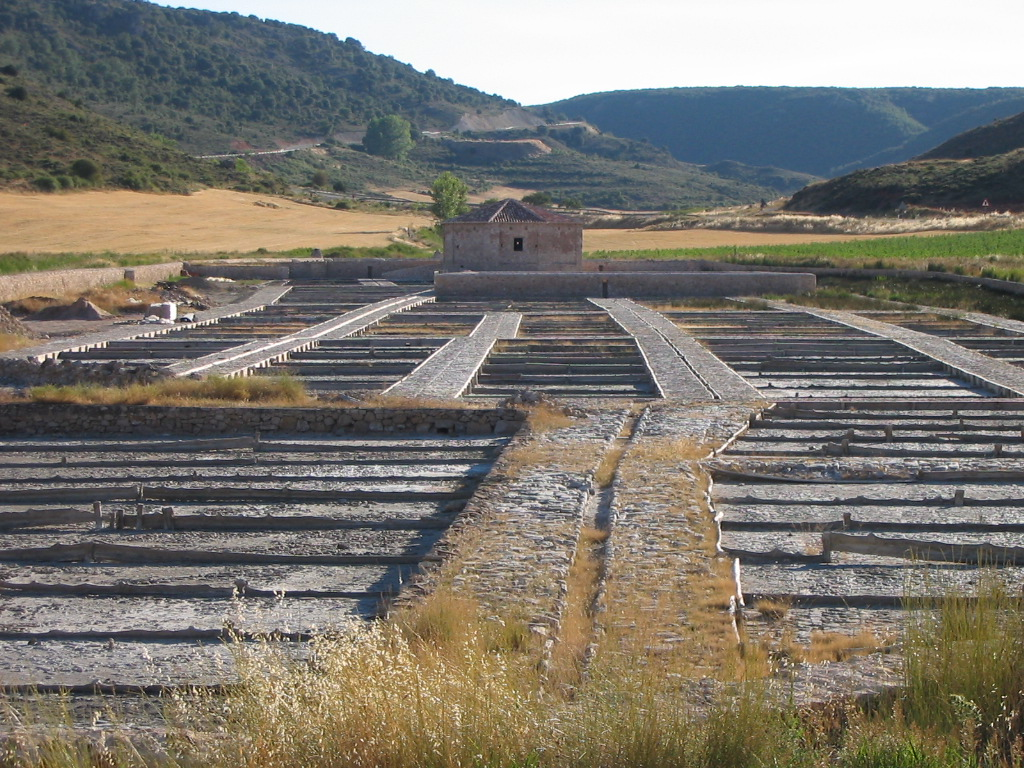
Vista general de las salinas.

Las salinas de Saelices son unas salinas restauradas y en funcionamiento hace unos años, situadas en el valle del arroyo de la Vega de Saelices, afluente por la derecha del río Lamadre, a su paso por Saelices de la Sal (provincia de Guadalajara, España). Forma un conjunto de inmuebles destinados a la explotación salinera compuesto por dos pozos y norias, cocederos, balsas, canalizaciones, almacén de sal y una ermita de morfología elipsoidal. Todo ello fue declarado Bien de Interés Cultural en 2005.

## Historia
Los primeros documentos relativos a la extracción de sal en Saelices de la Sal se remontan a 1203, y posteriormente se cuenta con varias referencias a este tipo de explotación en la localidad; si bien el aspecto actual de las instalaciones se atribuye al siglo XVIII. Hasta la transición entre la Edad Media y la Edad Moderna, la propiedad de las salinas recayó en distintos señores bajo el control del rey de Castilla, pero a partir de esa época la explotación pierde su independencia y se integra en el gran grupo de las salinas de Atienza, pasando a formar parte también del Patrimonio Real.
A mediados del siglo XVIII las salinas contaban con una producción considerable (cuatro mil fanegas), aunque no hay certeza de que en esta época se hubiesen ejecutado las obras de renovación que diesen a las instalaciones su actual apariencia. En 1872 las salinas fueron adquiridas al Estado por un particular que inició su explotación privada.
Tras la guerra civil española, periodo en que tuvieron las salinas daños notables, se pusieron de nuevo en funcionamiento, sustituyéndose las norias por motores, primero movidos por combustible y más tarde mediante energía eléctrica. Pero su explotación duró, como mucho, hasta comienzos de los años 1970 en lo que a la elaboración de sal se refiere y hasta 1981 en lo que atañe al aprovechamiento del agua salada, que se vendía para diferentes actividades industriales.